# Flåm Station
Flåm Station (Flåm stasjon) er endestationen for Flåmsbanen i Norge. Banen benyttes primært af turister og er en af Norges største seværdigheder med over en halv million passagerer om året. En del af disse skifter til og fra skib i Flåm, der ligger ved bunden af Aurlandsfjorden, og benytter banen som forbindelse til og fra Myrdal Station på Bergensbanen oppe i fjeldene.
Stationen åbnede for godtrafik 1. august 1940 og for persontrafik 10. februar 1941. Stationen blev anlagt ved havnen, hvor der samtidig blev anlagt en ny og bedre dybvandskaj. Stationsbygningen blev opført i funktionalistisk stil efter tegninger af Gudmund Hoel og Bjarne Friis Baastad. Bygningen huser nu jernbanemuseet Flåmsbanemuseet, og ekspeditionen sker i lejede lokaler fra 1992. Ved stationen er der også udhus, pakhus, lokomotivremise, traktorremise, lagerskur og to tjenesteboliger.